# 旭岳ロープウェイ

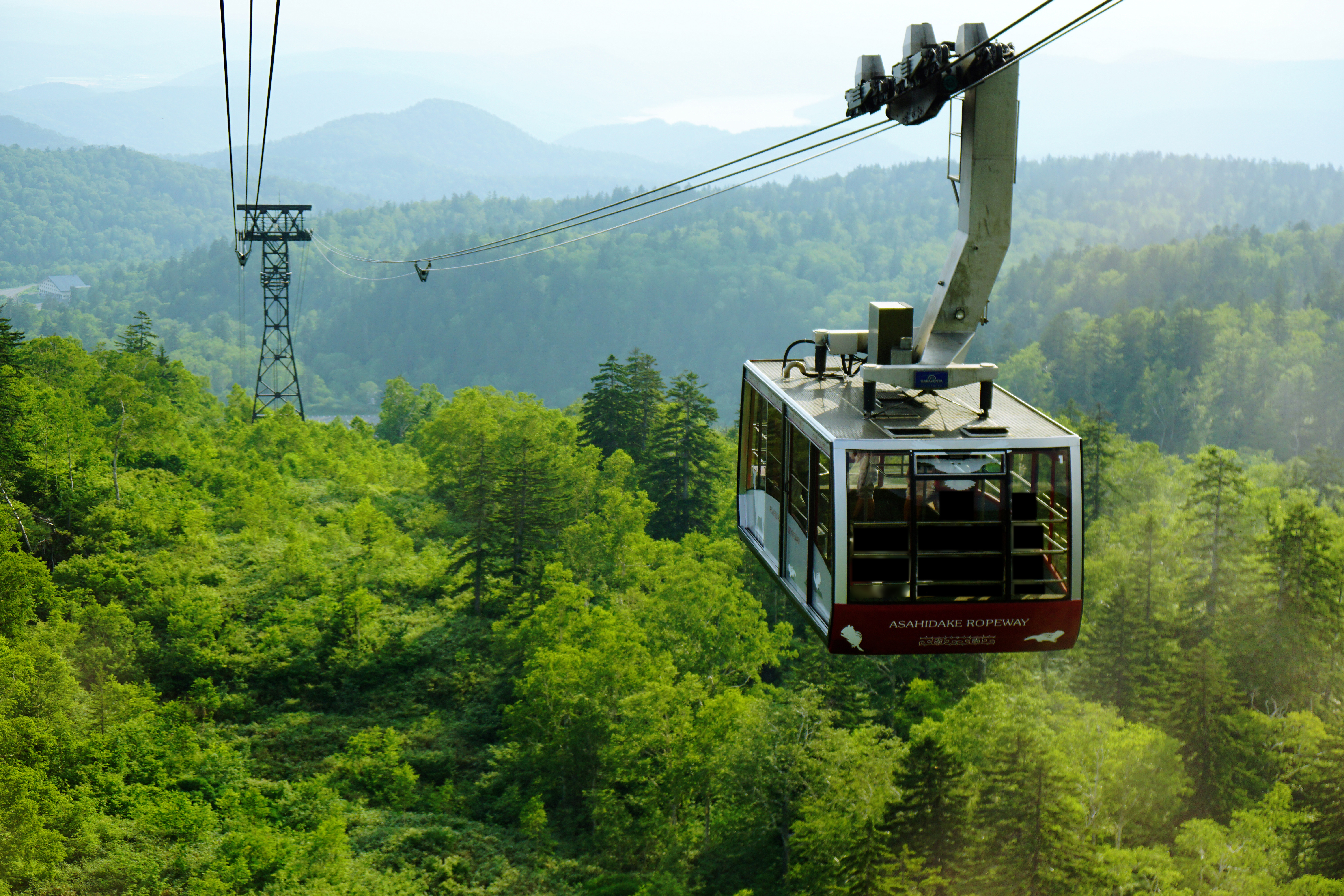
旭岳ロープウェイ

旭岳ロープウェイ（あさひだけロープウェイ）は、北海道上川郡東川町にあるロープウェイ。ワカサリゾートが運行し、大雪山系の旭岳山麓である旭岳温泉（標高1,100 m）から5合目（標高1,600 m）までを結んでいる。冬季は旭岳スキーコースの索道となる。

## 路線データ
- 路線距離（営業キロ）：2,361 m[1]
- 方式：三線交走式（2支索1曳索）[1]
- 駅数：2駅（起終点駅含む）
- 高低差：489 m[1]
- 最大勾配：23度33分[1]
- 運転速度：分速200 m[1]
- 支柱：4基[1]
- 搬器：ガラベンタ[1]
- 設計施工：三菱重工業[1]
- 管理：日本ケーブル[1]

## 運行形態
- 夏季営業：15分間隔で運行される。所要時間10分。
- 冬季営業：20分間隔で運行される。所要時間10分。

## 沿革
- 1968年 山麓-天女ヶ原駅間開通
- 1969年 天女ヶ原-姿見駅間開通
- 1998年6月 施設改良工事開始[1]、ゴンドラの大型化の他、山麓-姿見駅間を直通とし、途中の現3号支柱付近の天女ヶ原駅を廃止するもので[1]、先に天女ヶ原-姿見駅間が休止される。
- 2000年6月 付け替え工事完了、全線運行再開[1]

## 駅一覧

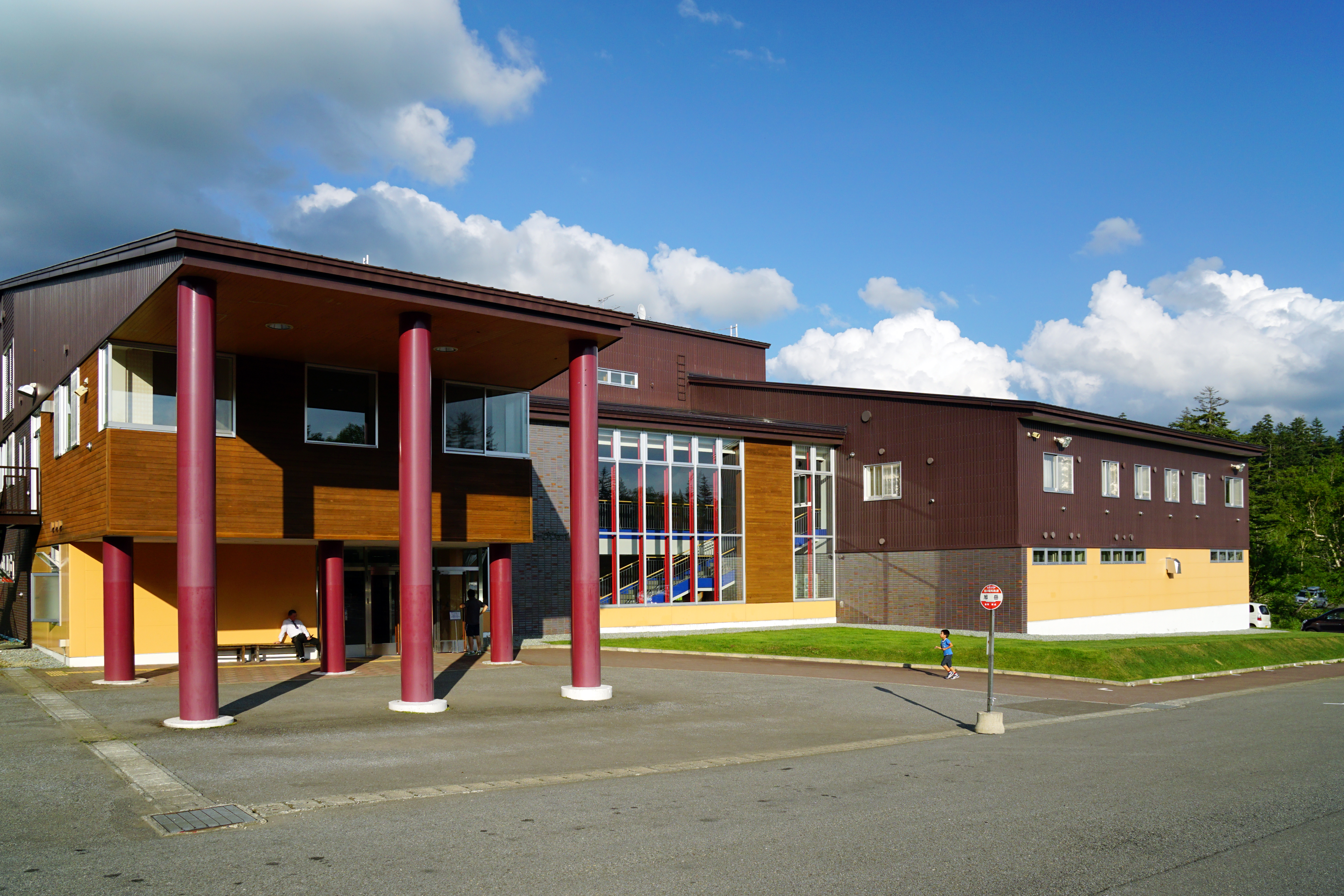
山麓駅

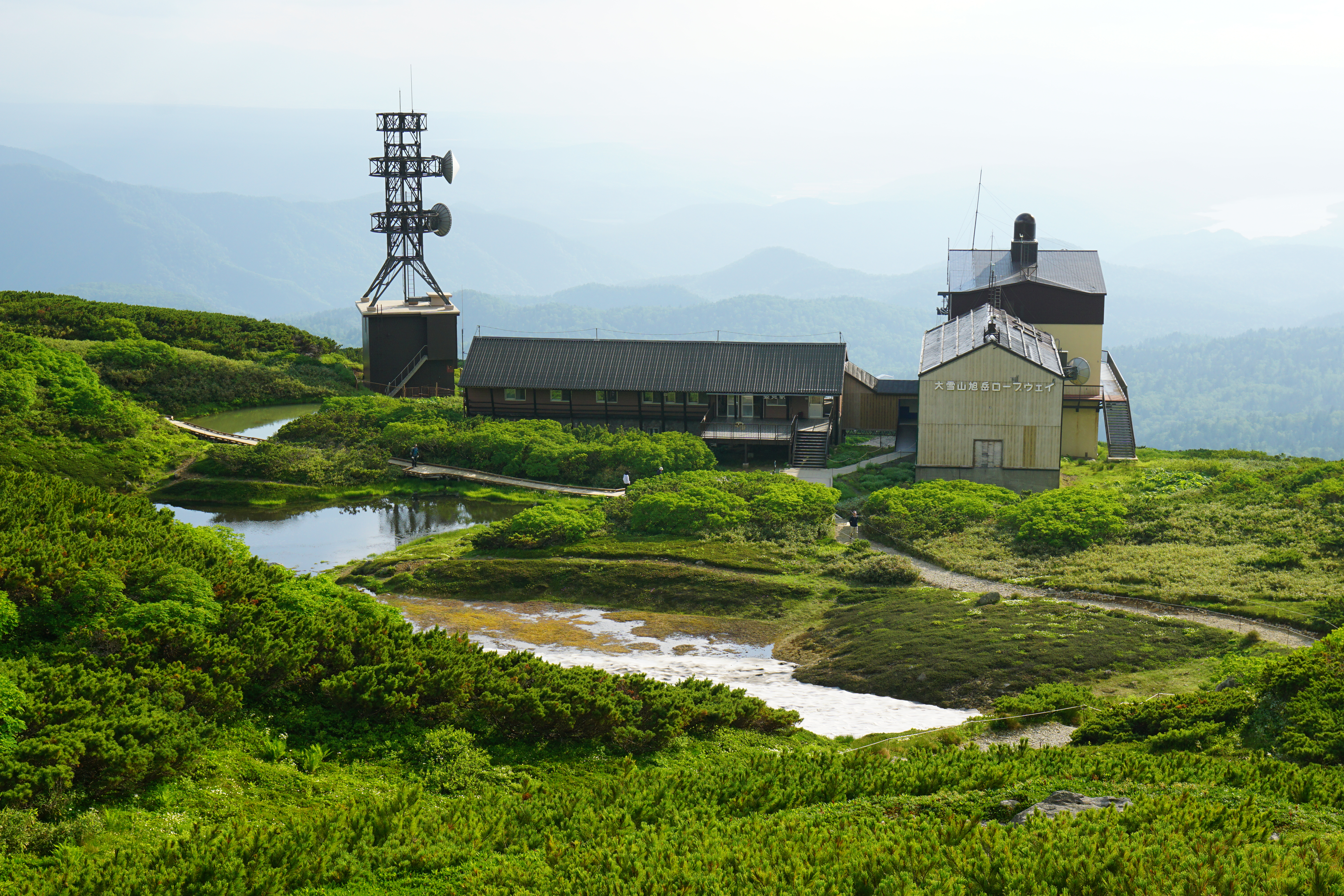
姿見駅

- 山麓駅（旭岳駅）（北緯43度39分10.8秒 東経142度47分55.1秒 / 北緯43.653000度 東経142.798639度）
  - 標高1,100 m
  - 周辺の主な見所・施設
    - 山麓売店
    - 山麓食堂『アルペン・フローラ』
    - 旭岳温泉

- 姿見駅（山頂駅）（北緯43度39分43.0秒 東経142度49分30.5秒 / 北緯43.661944度 東経142.825139度）
  - 標高1,600 m（5合目）
  - 周辺の主な見所・施設
    - 山頂売店（トップシーズン中のみ営業）
    - 姿見の池
    - 高山植物群
    - 旭岳山頂（標高2,291 m）